# Андроник Лапарда
Андроник Лапарда (грч. Ανδρονικος Λαπαρδας) је био византијски војсковођа током касног комнинског периода.
Први пут је посведочен као учесник синода 2. марта 1166, одржаног у царској палати и којим је лично председавао цар Манојло I Комнин (р. 1143–1180). Наведен је на 15. месту међу царским рођацима, носећи високу титулу севаста, и са дворским канцеларијама оикеиос вестиаритес и картоулариос. У јулу 1167. предводио је десну дивизију византијске војске у бици код Сирмијума, одлучујућој победи над Угарским краљевством која је обезбедила византијску контролу над западним Балканом. Године 1176. учествовао је у катастрофалном походу на Султанат Рум који се завршио битком код Мириокефалона.
Године 1182. угарски краљ Бела III напао је византијске тврђаве Београд и Браничево. Рат је настављен 1183. године, када су се Срби удружили са Мађарима. Византијске пограничне војске биле су под командом двојице искусних заповедника: Алексија Вранаса и Андроника Лапарда. Вест да је Андроник I Комнин преузео власт у Цариграду поделила је двојицу заповедника, па су се повукли ка Трајановим вратима.
Када се Андроник I учврстио на власти, послао је Андроника Лапарда са великом војском против Јована Комнина Ватаца, нећака покојног цара Манојла I Комнина, који је подигао побуну у западној Анадолији. Ватац, који се тешко разболео, срео је Лапардову војску код Филаделфије. Ватацове снаге су победиле, а Лапардове разбијене трупе су гоњене на извесној удаљености. Међутим, неколико дана касније, 16. маја 1182, Ватац је умро. Без његовог вођства, побуна се брзо распала.
Лапарда је брзо пао у немилост код цара Андроника I, који га је затворио, ослепео и затворио у манастир Пантепоптес у Константинопољу. Тамо је убрзо и умро.
Из песме Теодора Валсамона се зна да се Лапарда оженио Теодором Комнином. Ранији научници су је идентификовали као Манојлову сестру, за коју се зна да се удала за Манојла Анема. На основу Лапардовог положаја међу царским рођацима 1166. године, научник Лусијен Стиернон је предложио идентификацију Лапардине жене као унуке Теодоре и Манојла Анема. Пар вероватно није имао деце.